# Agglutinerande språk
De agglutinerande språken är en undertyp av de syntetiska språken, det vill säga språk där enskilda ord ändrar form för att kunna användas i olika grammatiska sammanhang. I agglutinerande språk fogas (agglutineras) en mängd affix till en ordstam, och varje enskilt affix kan vanligtvis associeras med en enskild grammatisk funktion, till skillnad från exempelvis flekterande språk (som arabiska) där en mängd relaterade ordformer (paradigm) används för att uttrycka grammatiska roller men där varje given form representerar ett helt komplex av grammatiska särdrag (som numerus, genus och så vidare).
Begreppet härrör från det latinska verbet agglutinare, som betyder "att klistra ihop" eller "att sätta samman". Termen användes först av Wilhelm von Humboldt och August Wilhelm Schlegel i deras morfologiska indelning av olika språk.
Några exempel på språk som är agglutinerande är finska, ungerska, baskiska, nahuatl, japanska, turkiska, swahili, zulu, maltesiska, esperanto, somaliska och forntidens sumeriska. 
Exempel från finskan: "taloissansakin" = "även i sina hus"

Exempel från turkiskan: "Avrupalılaştıramadığımızdanmısınız" = "är du en av dem som inte kunde europeisera?"
Indelningen av språken hänger samman med den så kallade agglutationsteorin, enligt vilken avlednings- och böjningselementen en gång varit självständiga ord, i motsats till exempelvis adaptionsteorin, som hävdar att ändelserna från början ej haft någon självständig betydelse. Den förstnämnda äger den största allmängiltigheten, men förklarar inte ensam avlednings- och böjningselementens uppkomst. Över huvud taget har dessa indelningar spelat en större roll inom språkvetenskapen förr än i våra dagar. Som medel för att bestämma språkens inbördes släktskap är de i alla händelser otillfredsställande.